# Ectopleura multicirrata
Ectopleura multicirrata är en nässeldjursart som beskrevs av Peter Schuchert 1996. Ectopleura multicirrata ingår i släktet Ectopleura och familjen Tubulariidae. Inga underarter finns listade i Catalogue of Life.